# Robert Serry
Robert H. Serry (Calcutta, 1950) was namens het Koninkrijk der Nederlanden ambassadeur in Ierland en Oekraïne.
Serry studeerde cum laude af in de politicologie aan de Universiteit van Amsterdam en werkte daarna als diplomaat in Bangkok, Moskou en New York (Verenigde Naties). Hij leidde in de periode van 1986 tot 1992 de divisie Midden-Oosten op het ministerie van Buitenlandse Zaken, waar hij samen met Max van der Stoel betrokken was bij 'stille diplomatie' tussen Israël en de Palestijnen. In het kader van het Nederlandse voorzitterschap van de Europese Gemeenschappen nam hij deel aan de ontwikkelingen die leidden tot de Vredesconferentie over het Midden-Oosten van november 1991 te Madrid. Hij was de eerste Nederlandse ambassadeur in Oekraïne.
Op 27 november 1997 werd hem door de Oekraïense president Koetsjma de Orde van Verdienste in de derde klasse toegekend voor een belangrijke persoonlijke bijdrage aan de ontwikkeling van de handels- en economische betrekkingen tussen Oekraïne en Nederland. Hij was toen directeur Buitenlandse Economische Betrekkingen bij het Ministerie van Economische Zaken.
Voor de NAVO was Serry plaatsvervangend adjunct-secretaris-generaal voor crisisbeheersing en operaties (2001-2005) en betrokken bij NAVO-operaties op de Balkan en in Afghanistan.
Robert Serry was kandidaat-Tweede Kamerlid voor de Partij van de Arbeid bij de Tweede Kamerverkiezingen 2006, maar zijn 48e plaats op de kandidatenlijst was te laag om gekozen te worden.
Op 29 november 2007 werd Serry aangewezen als de nieuwe Midden-Oostengezant van de Verenigde Naties. Hij trad op als adviseur van secretaris-generaal Ban Ki-moon en als diens persoonlijke vertegenwoordiger bij de PLO en de Palestijnse Autoriteit. Ook zit hij namens de VN in het Kwartet (EU, VS, Rusland en VN) dat over vrede in het Midden-Oosten overlegt.